# Renate Wahrig
Renate Wahrig (Eva Renate, verh. Wahrig-Burfeind) (* 7. August 1959 in Neuss; † 6. Februar 2022) war eine deutsche Sprachwissenschaftlerin und  Lexikographin. Ihre lebenslange berufliche Tätigkeit stand im Zeichen der Weiterentwicklung des klassischen Wörterbuchs hin zum modernen plattformübergreifenden Medium.

## Leben und Werk
Renate Wahrig studierte Germanistik und Musik, promovierte 1989 im Fach Linguistik und arbeite dann als wissenschaftliche Mitarbeiterin an der Universität Bremen. Renate Wahrig war Bearbeiterin und Herausgeberin der Wahrig-Wörterbuchserie. Sie setzte nach dem Tode ihres Vaters Gerhard Wahrig dessen Werk fort und erweiterte und aktualisierte das Lexikon  Wahrig - Deutsches Wörterbuch, auch genannt Der große Wahrig. Sie wirkte als freie Mitarbeiterin des Zentrums für digitale Lexikographie der deutschen Sprache (ZDL) an der Aktualisierung des Digitalen Wörterbuchs der deutschen Sprache (DWDS) mit, das sie um mehr als 3000 Artikel erweiterte. Sie war Mitarbeiterin am Digitalen Wörterbuch der deutschen Sprache, ab 2019 am Zentrum für digitale Lexikographie der deutschen Sprache. Ihr letzter Beitrag entstand kurz vor ihrem Tod Anfang 2022.
Renate Wahrig war von 2011 bis 2021 Fraktionsvorsitzende der Grünen im Stadtparlament von Groß-Gerau. Sie war verheiratet und Mutter von vier Töchtern.

## Veröffentlichung
- Renate Wahrig-Burfeind, Bettina Wahrig: Der Lexikograf Gerhard Wahrig – Systemgrenzen und Ressourcen. Zur Entstehung seines Projekts „Wörterbuch als Datenbank“. In: Berichte zur Wissenschaftsgeschichte. Band 37, 2014, S. 263–286, doi:10.1002/bewi.201401682.